# If I Lose Myself
If I Lose Myself är en låt av OneRepublic som släpptes den 8 januari 2013 från albumet Native. If I Lose Myself är skriven av Ryan Tedder, Benny Blanco, Brent Kutzle och Zach Filkins och har genren electropop, danspop och poprock. Alesso har även gjort en remix av låten.